# 赵学凤
赵学凤（1943年1月14日—），江苏省洪泽县人。中国大陆获罪官员。

## 生平
赵学凤毕业于南京大学数学系，曾任江苏省沭阳县委书记、淮阴市市长、淮安市委书记，2001年改任市人大党委会主任，2002年9月25日，扬州市中级法院以受贿罪宣判其有期徒刑15年。